# عائلة رولين
عائلة رولين، هي مجموعة من لوحات بورتريه رسمها فينسنت فان جوخ في آرل في الفترة ما بين 1888 و1889 لكل من جوزيف وزوجته أوغستين وأطفالهم الثلاثة: أرماند وكاميل ومارسيل. هذه السلسلة متميزة بطرق عدة. بالرغم من أن فان جوخ أحب أن يرسم لوح البورتريه، كان من العسير عليه أن يجد عارضين (موديل) لأسباب مالية ولأسباب أخرى. ولذلك كان مكافأة أن يجد عائلة بأكملها توافق على أن تجلس أمامه كي تُرسم.
أصبح جوزيف رولين صديقًا مقربًا مخلصًا وداعمًا لفان جوخ أثناء إقامته في آرل. كان من المهم بالنسبة له أن يمثل رجلًا يعجب به حقًا. كما أعطته العائلة التي تتراوح أعمار أفرادها من أربعة شهور إلى سبعة عشر عامًا فرصة أن يقدم أعمالًا لأفراد في مراحل عدة مختلفة من الحياة.
بدلًا من القيام بأعمال شبيهة بالتصويرية، أطلق فان جوخ العنان لمخيلته فوظف الألوان والمواضيع بطريقة فنية خلاقة كي يثير في نفوس الجماهير ما يريد من العواطف.

## خلفية عامة
رُسمت هذه السلسلة أثناء واحدة من أكثر الفترات المثمرة في حياة فان جوخ. سمح له العمل أن يجمع الدروس الفنية التي تعلمها على مدار السنوات الماضية العديدة ويوجهها كفنان نحو هدف التعبير عن شيءٍ ما ذي معنى.

### فان جوخ يرحل إلى آرل
انتقل فان جوخ إلى آرل في فرنسا الجنوبية عام 1888، حيث قدم بعضًا من أفضل أعماله. عبرت لوحاته عن أوجه مختلفة من الحياة العادية، مثل بورتريهات أفراد عائلة رولين. أبدع مجموعة من أكثر أعماله البارزة في هذا الوقت وهي لوحات دوار الشمس. عمل باستمرار كي يواكب أفكار اللوحات خاصته. من المحتمل أن تكون هذه الفترة من أكثر الفترات سعادةً في حياة فان جوخ. فهو واثق من نفسه وصافي الذهن ويبدو عليه الرضا.
كتب في خطابٍ إلى أخيه، ثيو: «يعِد الرسم كما هو الآن، بأن يكون أكثر رقة -أشبه بالموسيقى وأقل شبهًا بالنحت- وفوق كل شيء، إنه يعد بالألوان». يعبر فينسنت، كوسيلة للتوضيح، عن الشيء بكونه مثل الموسيقى أي أنه أكثر بعثًا على الراحة.

### بورتريه
بدا أن فان جوخ، المعروف بمناظره الطبيعية، وجد طموحه الأكبر في رسم البورتريه. قال عن دراسات البورتريه: «الشيء الوحيد في الرسم الذي يشملني بالإثارة إلى أعماق روحي، والذي يجعلني أشعر باللامحدود أكثر من أي شيء آخر»، وكتب فان جوخ المزيد عن المعنى الذي تمنى أن يستحضره: «في الصور، أريد أن أقول شيئًا مريحًا مثلما هي الموسيقى مريحة. أريد أن أرسم الرجال والنساء بهذا الشيء الأبدي الذي اعتادت الهالة أن ترمز له، هو ما نسعى أن نوصله من خلال الإشراق والاهتزاز الفعلي لتلويننا».
بقدر ما أحب فان جوخ أن يرسم بورتريهات للأشخاص، كانت فرصه قليلة في إيجاد موديل والدفع له من أجل عمله. فكان العمل لدى عائلة رولين بمثابة مكافأة، فرسم لكل شخص منهم عدة صور. وفي المقابل، أعطى فان جوخ عائلة رولين لوحة لكلٍ من أفرادها. نظرًا لأن عائلة رولين تماثل عائلة فان جوخ في الحجم، اقترح لوبين في منهاجه النفسي أن فان جوخ ربما اتخذهم كبديل.
رسم فان جوخ عائلة رجل البريد جويف رولين في شتاء 1888، كل فرد أكثر من مرة. كانت العائلة تتكون من جوزيف رولين رجل البريد وزوجته أوغستين وأطفالهما الثلاثة. يقول فان جوخ واصفًا العائلة: «فرنسيون على حق، حتى ولو كانوا يبدون كالروس». على مدار أسابيع قليلة فقط، رسم أوغستين والأطفال الثلاثة عدة مرات. سبب تعدد اللوحات هو أن تحصل عائلة رولين على لوحة لكل فرد من العائلة، حتى تصبح غرفة نومهم متحفًا افتراضيًا للفن الحديث بهذه اللوحات وبغيرها. كذلك منحت هذه العائلة فان جوخ بإعطائها الإذن له فرصة رسم بورتريهات أكثر، ما كان أمرًا ملهمًا مليئًا بالمعنى بالنسبة لفان جوخ.
استخدم فان جوخ اللون كي يحدث تأثيرًا كبيرًا. كانت ملابس كل فرد من العائلة بألوان أولية غامقة واستخدم فان جوخ ألوان متباينة في الخلفية كي يبرز أثر العمل.

### جوزيف
وُلد جوزيف رولين في الرابع من أبريل عام 1841 في لامبيسك. كانت زوجته، التي كان اسمها لدى ولادتتها أوغستين-أليكس بيليكوت، من لامبيسك أيضًا؛ تزوجا في الواحد والثلاثين من أغسطس عام 1868. كان جوزيف ذو السبعة والأربعين عامًا وقت رسم هذه اللوحات، يكبر زوجته بعشر سنوات. كانت عائلة من الطبقة العاملة. عمل جوزيف في محطة القطار باعتباره أحد رواد الأعمال. التقى جوزيف رولين مع فان جوخ وصارا صديقين حميمين ورفيقين للشراب. قارن فان جوخ رولين بسقراط في عدة فرص؛ لم يكن رولين الأكثر جاذبية بين الرجال، إلا أن فان جوخ وجده «روحًا طيبة شديد الحكمة ممتلئًا بالمشاعر والثقة». من حيث المظهر فقط، ذكَّر رولين فان جوخ بالروائي الروسي فيودور دوستويفسكي، نفس الجبهة العريضة والأنف الكبير وشكل اللحية نفسه. رأى رولين فان جوخ خلال الأوقات الطيبة والأوقات الأكثر صعوبة. بمثابة أخيه، ثيو، بعد انشقاقه مع غوغان، كان بجانبه أثناء وبعد الإقامة في المستشفى في آرل.
قال فينسنت لأخيه ثيو في الأيام الأولى من شهر ديسمبر عام 1888: «رسمت بورتريهات لعائلة بأكملها، عائلة رجل بريد رسمت رأسه من قبل، الرجل وزوجته والطفلة والفتى الصغير والابن ذو الستة عشر عامًا، كلهم شخصيات حقيقية وفرنسيون على حق بالرغم من أنهم يشبهون الروس. لوحات بحجم 15. تعلم كيف أشعر حيال الأمر، ما أشعر به في جوهري، ويواسيني إلى درجة ما عن عدم كوني طبيبًا. آمل أن أستمر في ذلك وأن أكون قادرًا على الحصول على المزيد من الوضعيات كي أرسمها في البورتريه. وإذا تمكنت من رسم هذه العائلة بأكملها بشكل أفضل، فسيكون على الأقل قد فعلت شيئًا ما أحبه شيئًا متفردًا أنا محاط بالعديد من الدراسات والدراسات والدراسات الآن، وسيستمر هذا لبعض الوقت، وإنه لمحدثٌ للفوضى التي تفطر قلبي، لكنها ستمنحني بعض الفرص عندما أكون في الأربعين».

### أوغستين
ولدت أوغستين رولين (كانت أوغستين أليكس بيليكوت) في التاسع من أكتوبر عام 18851 في لامبيسك وتُوفيت في 5 أبريل عام 1930.
بعد تهيؤ زوجها لعدة أعمال لفان جوخ، جلست أوغستين لفان جوخ وبول غوغان في البيت الأصفر الذي كانا يتشاركانه. أثناء جلستهم، ظلت أوغستين تحدق إلى غوغان، لطمأنتها ربما، كما قالت ابنتها أنها لم تكن مرتاحة في حضور فان جوخ. جلست في زاوية الحجرة لجلسة المساء. كانت اللوح الناتجة مختلفة تمامًا، كما كان الحال في الجلسات التي شارك فيها الفنانون نفس الموديل. اشتمل بورتريه غوغان على صورة أكملها حديثًا كخلفية تسمى أشجارًا زرقاء. رسم أوغستين بطريقة مباشرة وواقعية.